# Arrows A18
Chronologie des modèles (1997)
Footwork FA17 Arrows A19
L'Arrows A18 est la monoplace engagée par l'écurie Arrows lors de la saison 1997 de Formule 1. Elle est pilotée par le champion du monde Damon Hill, en provenance de Williams F1 Team, et le Brésilien Pedro Diniz, en provenance de Ligier.

## Historique

### Avant-saison

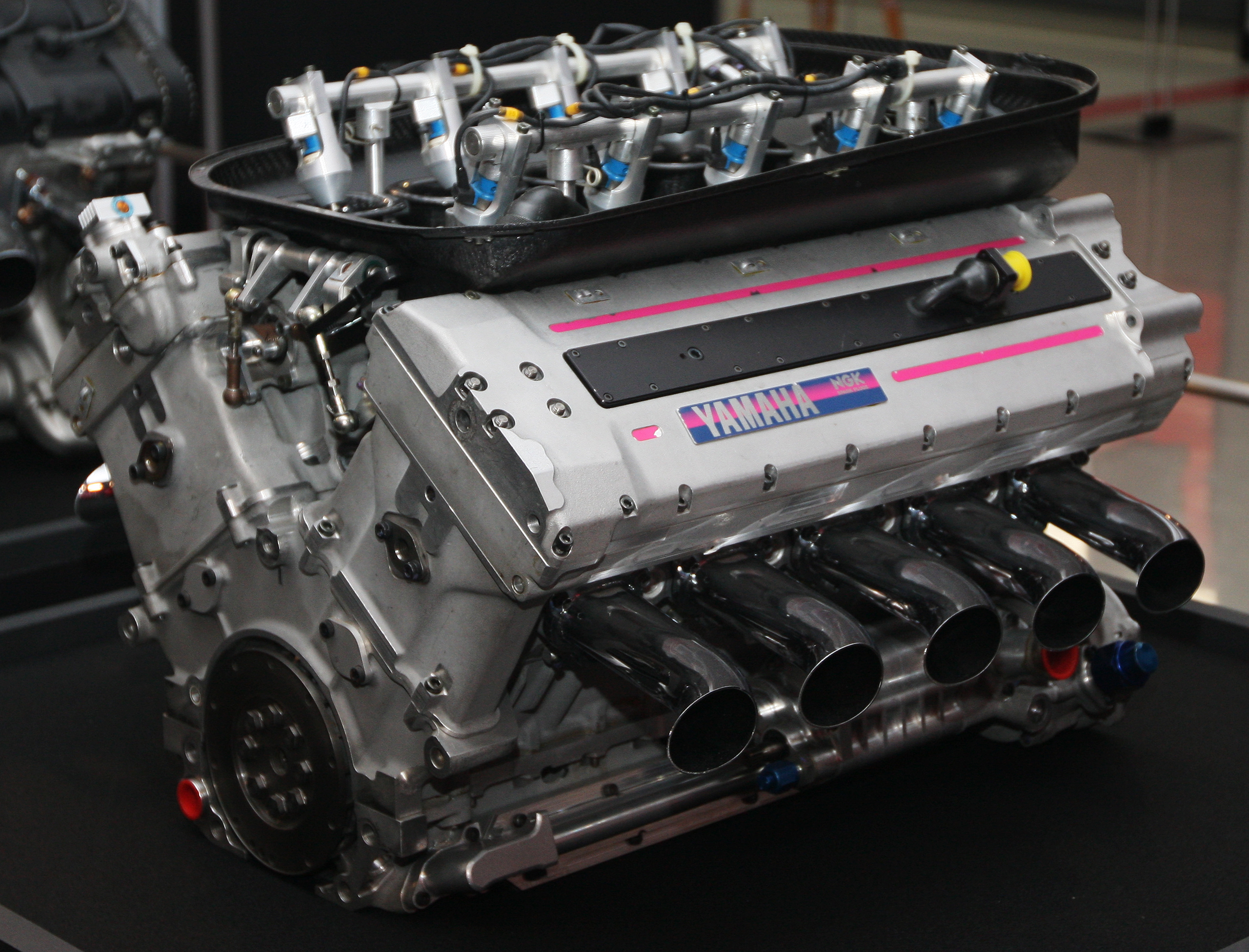
Le Yamaha OX11A de l'Arrows A18.

Pour 1997, l'écurie aligne deux nouveaux pilotes, le champion du monde 1996 Damon Hill et le Brésilien Pedro Diniz. La monoplace est équipée d'un nouveau moteur, le Yamaha, alors que des rumeurs voyaient l'A18 propulsée par des V10 Volvo, Tom Walkinshaw Racing étant en partenariat avec la marque suédoise dans le cadre du championnat britannique des voitures de tourisme (le Suédois Kenny Bräck, en lutte pour le titre en F3000, était pressenti pour épauler Damon Hill) et de pneus Bridgestone. Tom Walkinshaw entame également sa première année en tant que directeur de l'écurie dont il a pris une participation majoritaire, son fondateur Jackie Oliver conservant 49 % des parts.
Par le recrutement du champion du monde en titre qui aurait pu signer avec Ferrari et McLaren, ou avec Jordan, écurie en progression (au contraire d'Arrows, qui ne fait que stagner et ne montre pas de réels progrès depuis près de deux décennies), l'installation de l'usine à Leafield (en lieu et place de Milton Keynes) et sa modernisation, l'augmentation du nombre d'employés (passant de 100 à 180) et la signature de fourniture de pneumatiques avec le japonais Bridgestone alors que la majorité du plateau est en Goodyear, Walkinshaw se veut ambitieux.
Cette saison doit marquer un nouveau départ pour Arrows, engagée en Formule 1 sous son nom propre pour la première fois depuis 1990, ce qui se confirme par les objectifs fixés pour la saison : des podiums, des victoires, particulièrement sur la deuxième moitié de la saison, et une place parmi les cinq premiers du championnat.

### Premiers Grands Prix: des ambitions douchées
Sur la grille de départ du Grand Prix d'Australie, les Arrows-Yamaha sont vingtième et vingt-deuxième. Damon Hill ne prend pas part à la course du fait d'un problème d'accélérateur dans le tour de formation et Diniz termine dixième et dernier classé, à quatre tours du vainqueur David Coulthard.
Les choses empirent au fur et à mesure des courses, bien que la neuvième place sur la grille de Hill au Brésil fasse illusion. Aucune Arrows ne voit l'arrivée durant cinq Grands Prix consécutifs et, à deux reprises (en Argentine et en Espagne), le moteur Yamaha des deux voitures explose. La boîte de vitesses est également en défaut, car Hill, au Brésil, et Diniz, à Saint-Marin, doivent renoncer après leur rupture.

### Les progrès et l'exploit hongrois

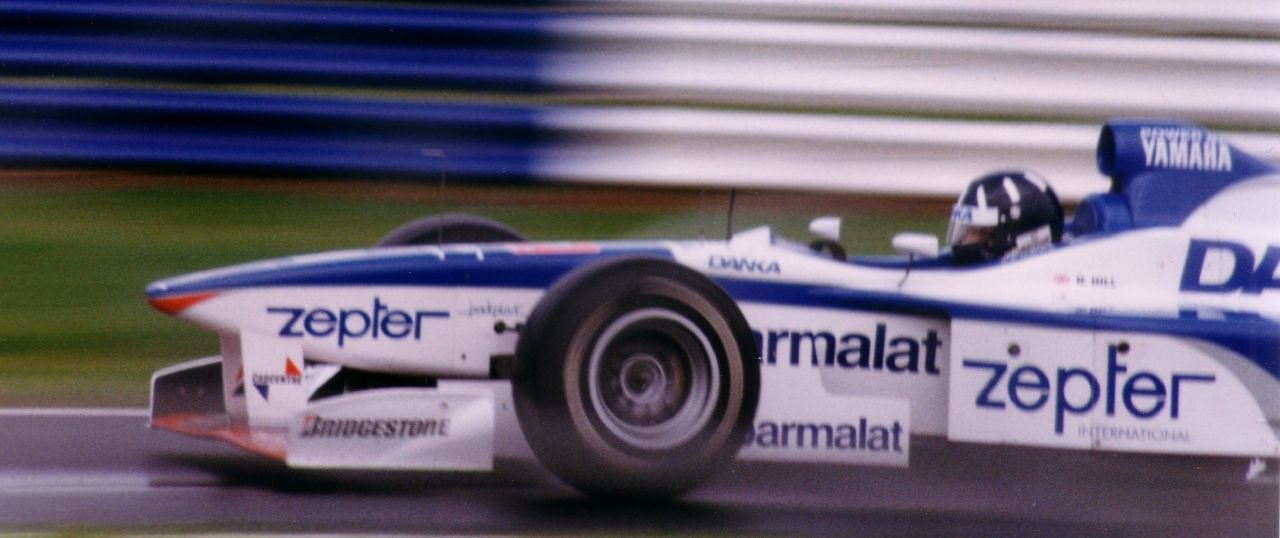
Damon Hill dans l'Arrows A18 au Grand Prix de Grande-Bretagne 1997.

La situation s'arrange quelque peu au Canada, septième manche de la saison, où Diniz termine huitième, devant Hill. L'équipe engage John Barnard en tant que directeur technique et Hill marque un point à Silverstone, neuvième manche de la saison, le premier d'Arrows depuis la cinquième place d'Alex Caffi au Grand Prix de Monaco 1990. Il accroche ensuite la huitième place à Hockenheim. Alors que le cap de la mi-saison est franchi, malgré ses lents progrès, l'écurie ne compte qu'un point et pointe à la dixième place du championnat, seule Minardi a un bilan plus négatif.
Le point culminant de la saison arrive au Grand Prix de Hongrie. Aidé par les conditions climatiques et des pneus Bridgestone performants, Hill se qualifie, à la surprise générale, à la troisième place, seulement devancé par la Ferrari de Michael Schumacher et par la Williams de son ex-coéquipier Jacques Villeneuve. À l'extinction des feux, Hill se blottit dans le sillage de la Ferrari et la suit durant les dix premiers tours. Au onzième passage, Hill prend l'intérieur au premier virage et dépasse Schumacher qui ne peut lutter. Deuxième après les arrêts aux stands au tiers de la course, il profite de l'abandon du leader Heinz-Harald Frentzen pour récupérer la tête. Il semble alors se diriger vers la première victoire d'Arrows en Formule 1 après 19 ans de tentatives infructueuses, et domine l'épreuve comme en témoigne sa trentaine de secondes d'avance à quelques tours de l'arrivée.
Un problème hydraulique survient cependant à trois tours de l'arrivée, ce qui fait ralentir considérablement la voiture. Dans le dernier tour, Hill est dépassé par Villeneuve, qui remporte la course, mais sauve la deuxième place. Ce podium est le premier d'une Arrows depuis la troisième place d'Eddie Cheever au Grand Prix des États-Unis 1989 et le huitième et dernier de l'écurie en Formule 1, ainsi que le second d'un moteur Yamaha en Formule 1 (le premier depuis l'Espagne 1994 avec Mark Blundell sur la Tyrrell 022). Ces 62 tours en tête couverts par Hill sont également les derniers d'Arrows, et les seuls de Yamaha.

### Retour dans le rang pour le reste de la saison
Pour le reste de la saison, Arrows rentre dans le rang mais obtient tout de même quelques performances correctes, comme les septièmes places de Diniz en Belgique et de Hill en Autriche, une double arrivée au Grand Prix du Luxembourg (Diniz cinquième, les derniers points de la saison pour Arrows, et Hill huitième), et une quatrième place de Hill sur la grille pour le dernier Grand Prix de la saison, en Europe.

### Bilan et futur
Arrows et Yamaha terminent la saison à la huitième place du championnat des constructeurs avec neuf points, très loin des objectifs fixés. Damon Hill quitte l'écurie pour Jordan Grand Prix et est remplacé par Mika Salo pour la saison 1998.
Yamaha, de son côté, quitte la Formule 1 après huit saisons et 116 Grands Prix ayant amené deux podiums, 36 points, 62 tours en tête, et une septième place avec Tyrrell en 1994 en tant que meilleur classement.

## Résultats en championnat du monde de Formule 1
| Saison | Écurie              | Moteur     | Pneus       | Pilotes     | Courses | Courses | Courses | Courses | Courses | Courses | Courses | Courses | Courses | Courses | Courses | Courses | Courses | Courses | Courses | Courses | Courses | Points inscrits | Classement |
| Saison | Écurie              | Moteur     | Pneus       | Pilotes     | 1       | 2       | 3       | 4       | 5       | 6       | 7       | 8       | 9       | 10      | 11      | 12      | 13      | 14      | 15      | 16      | 17      | Points inscrits | Classement |
| ------ | ------------------- | ---------- | ----------- | ----------- | ------- | ------- | ------- | ------- | ------- | ------- | ------- | ------- | ------- | ------- | ------- | ------- | ------- | ------- | ------- | ------- | ------- | --------------- | ---------- |
| 1997   | Danka Arrows Yamaha | Yamaha V10 | Bridgestone |             | AUS     | BRÉ     | ARG     | SMR     | MON     | ESP     | CAN     | FRA     | GBR     | ALL     | HON     | BEL     | ITA     | AUT     | LUX     | JAP     | EUR     | 9               | 8e         |
| 1997   | Danka Arrows Yamaha | Yamaha V10 | Bridgestone | Damon Hill  | Np      | 17e     | Abd     | Abd     | Abd     | Abd     | 9e      | 12e     | 6e      | 8e      | 2e      | 13e     | Abd     | 7e      | 8e      | 12e     | Abd     | 9               | 8e         |
| 1997   | Danka Arrows Yamaha | Yamaha V10 | Bridgestone | Pedro Diniz | 10e     | Abd     | Abd     | Abd     | Abd     | Abd     | 8e      | Abd     | Abd     | Abd     | Abd     | 7e      | Abd     | 13e     | 5e      | 13e     | Abd     | 9               | 8e         |

Légende : ici 